# Mstislav Vsevolodovich Keldysh
Mstislav Vsevolodovich Keldysh (tiếng Nga: Мстисла́в Все́володович Ке́лдыш; 10 tháng 2 [lịch cũ 28 tháng 1] năm 1911 – 24 tháng 6 năm 1978) là nhà toán học Liên Xô, ông đã đóng vai trò quan trọng trong chương trình vũ trụ của Liên Xô.
Ông trở thành viện sĩ Viện hàn lâm khoa học Liên Xô (1946), Chủ tích Viện hàn lâm khoa học Liên Xô (1961–1975), ba lần được trao tặng Anh hùng lao động Xã hội chủ nghĩa Liên Xô (1956, 1961, 1971), và là thành viên của Royal Society of Edinburgh (1968). Ông cũng là người đóng vai trò quan trọng trong chương trình vũ trụ của Liên Xô. Trong chương trình vũ trụ của Liên Xô, ông nổi bật với vai trò là người đứng đầu trong những nghiên cứu về Lý thuyết ("the Chief Theoretician") trong khi Sergey Korolyov được biết đến như là Tổng công trình sư của chương trình vũ trụ Liên Xô.

## Gia đình
Keldysh được sinh ra trong một gia đình quý tộc Nga có truyển thống về học thức. Ông nội của ông, Mikhail Fomich Keldysh (1839–1920), tham gia quân đội và là một nhà vật lý, nghỉ hưu với quân hàm cấp Tướng. Bà nội của Keldysh, Natalia Keldysh (née Brusilova), là cháu gái của tướng Aleksey Alekseyevich Brusilov. Ông ngoại Keldysh, Alexander Nikolaevich Skvortsov, là tướng bộ binh, và đã từng tham gia chiến đấu trong Chiến tranh Kavkaz.
Cha của Keldysh, Vsevolod Mikhailovich Keldysh (1878–1965), là kỹ sư xây dựng, Thiếu tướng, và là giáo sư giảng dạy tại Viện công binh Kuybyshev từ năm 1918. Ông là một trong số các tác giả của phương pháp tính toán độ bền của bê tông dự ứng lực, và là người đã thiết kế trong dự án xây dựng kênh Moscow và tuyến tàu điện ngầm Moscow.
Một vài thành viên trong gia đình viện sĩ Keldysh là nạn nhân của các cuộc thanh trừng chính trị. Trong những năm 1930s, chú của ông đã bị chuyển đến công trường lao động xây dựng tuyến kênh đào Biển trắng-Biển Baltic. Năm 1935, đến lượt mẹ của Keldysh bị bắt giữ nhưng đã được thả chỉ sau vài tuần. Đây là một phần trong chiến dịch thu vàng bạc từ người dân, nhưng sau khi cha của Keldish mang tới nhà tù tất cả số trang sức mà gia đình ông có, một sĩ quan NKVD đã trả lại tất cả đồ trang sức này. Anh của Keldysh là Mikhail, một nhà sử học chuyên nghiên cứu về nước Đức trung cổ, đã bị bắt vào năm 1936 và bị xử tử vào năm 1937 do bị nghi ngờ là gián điệp cho Đức, trong khi một người anh khác là Alexander, cũng bị bắt vì bị nghi ngờ là gián điệp cho Pháp. Alexander sau đó đã được thả sau khi hết hạn tù giam.
Gây ảnh hưởng lớn nhất đến Keldysh là người chị gái Lyudmila Keldysh (1904–1976), cũng là nhà toán học và là người thầy dậy học đầu tiên của Keldysh. Trong số các người con của bà có Leonid Keldysh, giám đốc của Viện vật lý Lebedev và nhà toán học Sergei Novikov.

## Tiểu sử

Tượng bán thân Mstislav Keldysh tại Moscow.

Keldysh sinh năm 1911 tại Riga. Khi lên 4 tuổi ông cùng gia đình di tản về Moscow do ảnh hưởng của Chiến tranh thế giới lần thứ nhất. Trong những năm đầu Liên Xô thành lập, ông đã bị từ chối vào học tại Viện xây dựng do xuất thân từ gia đình quý tộc. Sau này, ông đã được vào học và tốt nghiệp ngành vật lý và toán tại Đại học Quốc gia Moskva. Ông được nhận vào làm việc tại Central Aerohydrodynamic Institute (TsAGI) dưới sự hướng dẫn của Mikhail Lavrentyev and Sergey Chaplygin.
Trong quá trình làm việc tại TsAGI Keldysh đã giải thích được một số hiện tượng dao động xảy ra trên máy bay khi bay, vào thời điểm đó là vấn đề lớn dẫn đến các tai nạn về hàng không.
Năm 1937 Keldysh đã trở thành tiến sĩ khoa học với luận văn Complex Variable and Harmonic Functions Representation by Polynomial Series, và được chỉ định làm Giáo sư tại Đại học Quốc gia Moskva. Năm 1943 ông trở thành viện sĩ không thường trực tại Viện hàn lâm khoa học Liên Xô. Keldysh nhận giải thưởng Stalin đầu tiên vào năm 1946 cho những nghiên cứu về hiện tượng tự dao động của máy bay. Năm 1943 ông cũng trở thành thành viên đầy đủ của Viện và là giám đốc của Viện nghiên cứu số 1 của Cục công nghiệp hàng không. Ông cũng là người đứng đầu của Khoa cơ học ứng dụng của Viện toán học Steklov. Năm 1966, Khoa này đã được đổi tên để mang tên ông là Keldysh Institute of Applied Mathematics.
Trong những năm 1940s Keldysh là lãnh đạo của nhóm toán học ứng dụng, và đã tham gia vào hầu hết các dự án khoa học lớn khi đó của Liên Xô. Keldysh thành lập Calculation Bureau có nhiệm vụ giải quyết những vẫn để về toán học liên quan đến việc phát triển vũ khí hạt nhân. Bộ phận này cũng đã sáng tạo nên chiếc máy tính đầu tiên của Liên Xô khi đó.
Lĩnh vực chính mà Keldysh nghiên cứu là sức đẩy phản lực và tên lửa bao gồm khí động học của chất khí siêu âm, trao đổi nhiệt và khối lượng, và lá chắn nhiệt. Năm 1959 Liên Xô đã thử nghiệm thành công tên lửa hành trình Burya.
Năm 1954 Keldysh, Sergey Korolyov và Mikhail Tikhonravov cùng ký tên vào thư gửi cho chính phủ Liên Xô về việc phát triển vệ tinh nhân tạo quay quanh Trái đất. Ban đầu Chính phủ Liên Xô không coi trọng đề xuất này, nhưng do người Mỹ biết được ý tưởng trên và cũng có dự định thúc đẩy chế tạo vệ tinh riêng, do đó công việc chế tạo vệ tinh của Liên Xô được bắt đầu, với thành quả là vệ tinh Sputnik tháng 10 năm 1957, đánh dấu khởi đầu kỷ nguyên vũ trụ của loài người. Keldysh được tặng thưởng danh hiệu Anh hùng lao động Xã hội chủ nghĩa Liên Xô (1956) và Lenin Prize (1957). Năm 1961 ông được nhận danh hiệu Anh hùng Lao động do những đóng góp của mình trong sứ mệnh đưa  Yuri Gagarin ra ngoài vũ trụ.
Năm 1961 Keldysh được bầu làm Chủ tịch của Viện Khoa học và ông đã ở trong cương vị này trong 14 năm. Đồng thời ông cũng trở thành thành viên của Ban Chấp hành Trung ương Đảng Cộng sản Liên Xô. Đóng góp cuối cùng của ông là phát triển tàu con thoi Buran Shuttle Buran.
Keldysh mất vào ngày 24/6/1978 khi ông 67 tuổi. He was honoured with a state funeral and his ashes were buried in the Kremlin Wall Necropolis on Red Square.

## Tưởng niệm

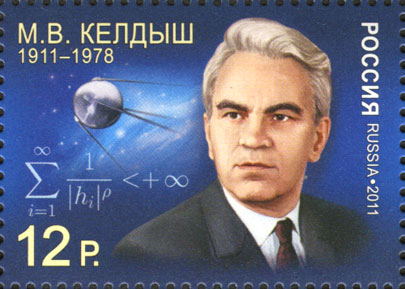
Con ten của Nga in hình Keldysh kỷ niệm 100 năm ngày sinh của ông vào năm 2011.

Tên ông được đặt cho miệng hố trên Mặt trăng, con tàu Akademik Mstislav Keldysh cũng được đặt tên theo tên ông. Tên của ông cũng được đặt cho 1 tiểu hành tinh, 2186 Keldysh do nhà thiên văn học Liên Xô Lyudmila Chernykh phát hiện vào năm 1973.
Một con phố tại Rīga, Latvia (Akadēmiķa Mstislava Keldiša iela) được đặt theo tên Keldysh.

## Link ngoài
- Mstislav Vsevolodovich Keldysh tại Dự án Phả hệ Toán học
- (bằng tiếng Nga) Keldysh Institute for Applied Mathematics
- M. V. Keldysh memorial page Lưu trữ ngày 7 tháng 2 năm 2012 tại Wayback Machine (at Keldysh Institute site)
- (bằng tiếng Nga) Biography of Keldysh
- (bằng tiếng Nga) Keldysh's family
- (bằng tiếng Nga) Keldysh and Viktor Glushkov
- A.I. Ostashev, Sergey Pavlovich Korolyov - The Genius of the 20th Century — 2010 M. of Public Educational Institution of Higher Professional Training MGUL ISBN 978-5-8135-0510-2.
- "Bank of the Universe" - edited by Boltenko A. C., Kyiv, 2014., publishing house "Phoenix", ISBN 978-966-136-169-9
- Mstislav Keldysh //Family history
- S. P. Korolev. Encyclopedia of life and creativity - edited by C. A. Lopota, RSC Energia. S. P. Korolev, 2014 ISBN 978-5-906674-04-3
- Harford, James (1999). Korolev: How One Man Masterminded the Soviet Drive to Beat America to the Moon. John Wiley & Sons. ISBN 0-471-14853-9. NASA segments